# Kyiv Chess Federation
Kyiv Chess Federation, ukrajinski šahovski klub. Europski klupski šahovski doprvak u ženskoj konkurenciji za 2019. godinu. Za djevojčad doprvaka na turniru u Ulcinju nastupile su velemajstorice Marija Muzyčuk, Anna Muzyčuk te međunarodne majstorice Žansaja Abdumalik, Julija Osmak i Inna Gaponenko.